# Михеев, Виктор (гребец)
Виктор Михеев (род. 19 апреля 1942, Ташкент) — советский гребец. Мастер спорта СССР международного класса.
Представлял спортивное общество ЦВСК ВМФ (Москва). Семикратный чемпион СССР (1960, 1965, 1966, 1967, 1969, 1970, 1971).
Становился серебряным призёром чемпионатов Европы 1965 года в ФРГ и 1967 года во Франции. Бронзовый призёр чемпионата Европы 1971 года (Дания).
Двукратный вице-чемпион мира (1966 — Югославия, 1970 — Канада).
Победитель Королевской регаты Хенли 1972 года (восьмёрка).
Участвовал на двух Олимпийских играх 1968 года в Мехико (6 место) и 1972 году в Мюнхене (4 место).